# 대양금속
대양금속은 스테인레스 강판을 생산하는 코스피 상장 기업이다. 주요 거래처는 삼성전자, LG전자 등 가전업체를 비롯하여 씽크, 자동차부품, 보일러 업체 등이다. 매출 구성은 스테인레스 냉연강판이 98.5% 가량으로 거의 전부를 차지한다.
2016년 매출액 1,462억 4,700만원으로 전년대비 20% 증가했으며 영업이익은 99억,순이익 46억원으로 흑자전환했다.

## 같이 보기
- 영풍제지

## 참고 문헌
- 와이즈에프엔